# مركز بديل
بديل - المركز الفلسطيني لمصادر حقوق المواطنة واللاجئين هي مؤسسة أهلية فلسطينية غير ربحية لحقوق الإنسان، تأسست في كانون ثاني عام 1998. يتركز دور المؤسسة في الدفاع عن حقوق اللاجئين والمهجرين الفلسطينيين وذلك بالاستناد إلى مبادئ وقواعد القانون الدولي عامة، وقانون حقوق الإنسان الدولي خاصة.
وفقًا لمجموعة المنظمات غير الحكومية الموالية لإسرائيل، فإن مركز بديل يشارك في «قانون» ضد المسؤولين العسكريين الإسرائيليين ونشرت أيضًا رسوم كاريكاترية معادية للسامية.
يتمتّع مركز بديل بمركز استشاري خاص لدى المجلس الاقتصادي والاجتماعي للأمم المتحدة UN ECOSOC  وعضو إتفاقية شراكة الإطار مع المفوضية العليا للاجئين، وهو عضو مجلس منظمات حقوق الإنسان، وشبكة المنظمات الأهلية الفلسطينية، وائتلاف مبادرة الدفاع عن الأرض المحتلة في فلسطين والجولان السوري، وتحالف حق العودة إلى فلسطين، والائتلاف العالمي لحقوق السكن، وشبكة حقوق الطفل، والمجلس العالمي للمنظمات الطوعية، واللجنة الأوروبية للتنسيق بشأن فلسطين. وهو أيضًا جزء من عدد كبير من شبكات المنظمات الفلسطينية.
تصدر دار المجدل، وهي مجلة فصلية باللغة الإنجليزية حول قضايا اللاجئين الفلسطينيين.